# Jéssica Bouzas Maneiro
Jéssica Bouzas Maneiro (* 24. September 2002 in Vilagarcía de Arousa) ist eine spanische Tennisspielerin.

## Karriere
Bouzas Maneiro gewann bei Turnieren der ITF Women’s World Tennis Tour bislang elf Einzeltitel und vier Titel im Doppel gewinnen. Beim Grand Slam Turnier in Wimbledon 2024 konnte sie in der 1. Runde überraschenderweise Titelverteidigerin Markéta Vondroušová ausschalten.

## Turniersiege

### Einzel
| Nr. | Datum            | Turnier        | Kategorie      | Belag             | Finalgegnerin               | Ergebnis         |
| --- | ---------------- | -------------- | -------------- | ----------------- | --------------------------- | ---------------- |
| 1.  | 10. Januar 2021  | Kairo          | ITF $15.000    | Sand              | Chantal Škamlová            | 2:6, 7:5, 6:3    |
| 2.  | 17. Januar 2021  | Kairo          | ITF $15.000    | Sand              | Anastasia Nefedova          | 6:0, 6:0         |
| 3.  | 13. Juni 2021    | Iraklio        | ITF $15.000    | Sand              | María José Portillo Ramírez | 6:3, 6:0         |
| 4.  | 13. Februar 2022 | Villena        | ITF W15        | Hartplatz         | Ashley Lahey                | 6:2, 6:1         |
| 5.  | 27. März 2022    | Palmanova      | ITF W15        | Sand              | Yvonne Cavalle-Reimers      | 6:4, 6:1         |
| 6.  | 17. Juli 2022    | Aschaffenburg  | ITF W25        | Sand              | Katharina Hobgarski         | 6:1, 6:2         |
| 7.  | 9. Oktober 2022  | Šibenik        | ITF W25        | Sand              | Leyre Romero Gormaz         | 6:3, 6:3         |
| 8.  | 16. Oktober 2022 | Quinta do Lago | ITF W25        | Hartplatz         | Tara Würth                  | 7:5, 5:4r        |
| 9.  | 16. Juli 2023    | Rom            | ITF W60        | Sand              | Raluca Șerban               | 6:2, 6:4         |
| 10. | 28. Januar 2024  | Porto          | ITF W75+H      | Hartplatz (Halle) | Maja Chwalińska             | 3:6, 6:0, 6:4    |
| 11. | 18. Februar 2024 | Morelia        | ITF W50        | Hartplatz         | Hailey Baptiste             | 6:711, 6:1, 7:61 |
| 12. | 31. März 2024    | Antalya        | WTA Challenger | Sand              | Irina-Camelia Begu          | 6:2, 4:6, 6:2    |

### Doppel
| Nr. | Datum              | Turnier                   | Kategorie | Belag | Partnerin                          | Finalgegnerinnen                    | Ergebnis         |
| --- | ------------------ | ------------------------- | --------- | ----- | ---------------------------------- | ----------------------------------- | ---------------- |
| 1.  | 16. April 2022     | Oeiras                    | ITF W25   | Sand  | Guiomar Maristany Zuleta de Reales | Francisca Jorge Matilde Jorge       | 3:6, 6:4, [10:8] |
| 2.  | 9. Juli 2022       | Getxo                     | ITF W25   | Sand  | Leyre Romero Gormaz                | Park So-hyun Sapfo Sakellaridi      | 7:5, 6:0         |
| 3.  | 6. August 2022     | San Bartolomé de Tirajana | ITF W60   | Sand  | Leyre Romero Gormaz                | Lucía Cortez Llorca Rosa Vicens Mas | 1:6, 7:5, [10:6] |
| 4.  | 10. September 2022 | Marbella                  | ITF W25   | Sand  | Leyre Romero Gormaz                | Julia Riera Daniela Seguel          | 6:4, 6:2         |

## Karrierestatistik und Turnierbilanz

### Einzel
Die letzte Aktualisierung erfolgte nach den Wimbledon Championships 2025.
| Turnier                   | 2021              | 2022              | 2023              | 2024      | 2025      | T / T      | S/N        | Sieg%      |
| ------------------------- | ----------------- | ----------------- | ----------------- | --------- | --------- | ---------- | ---------- | ---------- |
| Australian Open           | –                 | –                 | Q3                | Q1        | 2         | 0 / 1      | 1:1        | 50 %       |
| French Open               | –                 | –                 | Q1                | 1         | 3         | 0 / 2      | 2:2        | 50 %       |
| Wimbledon                 | –                 | –                 | 1                 | 3         | AF        | 0 / 3      | 5:3        | 63 %       |
| US Open                   | –                 | –                 | Q1                | 3         |           | 0 / 1      | 2:1        | 67 %       |
| Indian Wells              | –                 | –                 | –                 | –         | 1         | 0 / 1      | 0:1        | 0 %        |
| Miami                     | –                 | –                 | –                 | Q1        | 1         | 0 / 1      | 0:1        | 0 %        |
| Madrid                    | Q1                | Q1                | Q1                | 2         | 2         | 0 / 2      | 2:2        | 50 %       |
| Rom                       | –                 | –                 | –                 | Q1        | 2         | 0 / 1      | 1:1        | 50 %       |
| Kanada                    | –                 | –                 | –                 | –         |           | 0 / 0      | 0:0        | –          |
| Cincinnati                | –                 | –                 | –                 | 2         |           | 0 / 1      | 1:1        | 50 %       |
| Peking                    | n. a.             | n. a.             | –                 | 1         |           | 0 / 1      | 0:1        | 0 %        |
| Wuhan                     | nicht ausgetragen | nicht ausgetragen | nicht ausgetragen | –         |           | 0 / 0      | 0:0        | –          |
| Billie Jean King Cup      | –                 | –                 | –                 | –         | q         | 0 / 1      | 2:0        | 100 %      |
| Statistik                 | Statistik         | Statistik         | Statistik         | Statistik | Statistik | S/N        | S/N        | Sieg%      |
| Gewonnene Titel           | 3                 | 5                 | 1                 | 3         | 0         | Gesamt: 12 | Gesamt: 12 | Gesamt: 12 |
| Gesamt-Siege/-Niederlagen | 45:20             | 67:27             | 36:27             | 50:24     | 17:15     | 215:113    | 215:113    | 66 %       |
| Jahresendposition         | 352               | 206               | 152               | 55        |           | N/A        | N/A        | N/A        |

Zeichenerklärung: S = Turniersieg; F, HF, VF, AF = Einzug ins Finale / Halbfinale / Viertelfinale / Achtelfinale; 1, 2, 3 = Ausscheiden in der 1. / 2. / 3. Hauptrunde; KF (kleines Finale) = unterlegen im Spiel um Platz drei; RR = Round Robin (Gruppenphase); n. a. = nicht ausgetragen; a. K. = andere Kategorie; PO (Play-off) = Auf- und Abstiegsrunde im Billie Jean King Cup; K1, K2, K3 = Teilnahme in der Kontinentalgruppe I, II, III im Billie Jean King Cup.
Anmerkung: Diese Statistik berücksichtigt alle Ergebnisse im Einzel bei ITF- und WTA-Turnieren. Als Quelle dient die ITF- und WTA-Seite der Spielerin. Dargestellt sind nur WTA-Turniere der Kategorie 1000 (seit 2021).